# Eutropio de Orange
San Eutropio de Orange (Marsella, Francia - 475) fue un obispo de Orange del siglo V después de Justo. Según la tradición, Eutropio fue convertido por su mujer y se convirtió en diácono después de la muerte de ésta. Se hizo famoso por su santidad y por los milagros que se le atribuyeron. Tuvo correspondencia con el papa Hilario y su amigo san Fausto de Riez. Entre 436 y  475 tomó parte en el sínodo de Arlés. Su diócesis fue destruida por los visigodos y murió como mártir. Sus reliquias fueron enterradas en el altar de la Capilla de Santa María Magdalena del Oratorio de Londres.